# Trilithe

En archéologie, un trilithe désigne une structure composée de trois pierres ayant un caractère monumental.

## Définition

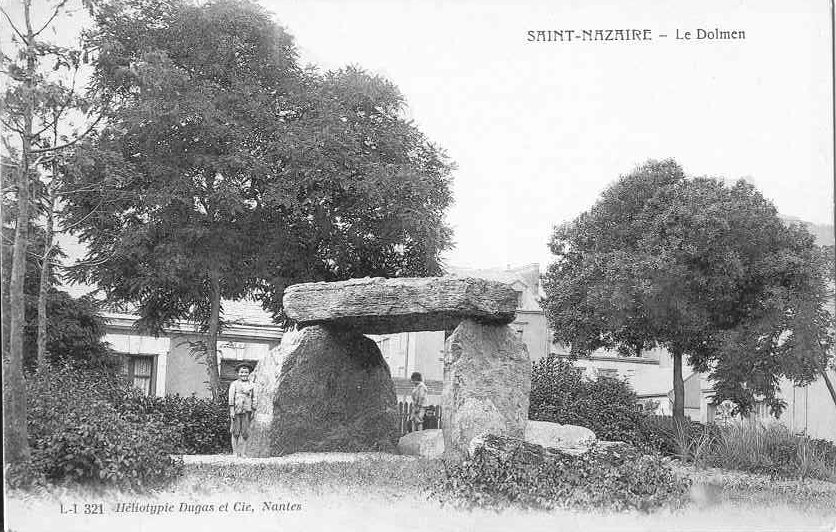
Dolmen « trilithe » à Saint-Nazaire.

Le terme est formé à partir des mots grecs τρία (tria, « trois ») et λίθος (lithos, « pierre »), et signifie littéralement « trois pierres ». Il désigne en archéologie une structure constituée de trois pierre, de taille imposantes, où les deux premières, disposées en position verticale (orthostates), les piliers, supportent la troisième, placée horizontalement, le linteau.
La traduction du mot en anglais, « trilithon », est parfois utilisée en français pour désigner une configuration architecturale différente, où les trois pierres monumentales ne sont pas empilées mais juxtaposées : on parle ainsi du trilithon du temple de Jupiter à Baalbek.
L'utilisation de trilithes est assez fréquente dans les constructions mégalithiques à caractère monumental (Stonehenge, temples mégalithiques de Malte). Dans les dolmens angevins, le portique qui précède l'entrée dans la chambre funéraire est généralement constitué par un trilithe. Le Ha'amonga 'a Maui est un exemple de trilithe bien plus tardif, érigé au  XIIIe siècle dans le royaume des Tonga.
L'expression « dolmen trilithe » a parfois été utilisée à la fin du XIXe siècle et au début du XXe siècle pour définir un type particulier de dolmen dont l'architecture se serait limitée à deux orthostates soutenant une unique dalle de couverture. En réalité, cette configuration ne correspond pas à un type architectural particulier mais résulte le plus souvent du démantèlement d'une construction originelle plus complexe dont il ne reste que trois dalles principales ou de la restauration hasardeuse d'un monument ruiné afin de lui redonner un aspect plus emblématique.